# Ванденброк (Вісконсин)
Ванденброк (англ. Vandenbroek) — місто (англ. town) в США, в окрузі Автаґемі штату Вісконсин. Населення — 1627 осіб (2020).

## Демографія
Згідно з переписом 2010 року, у місті мешкали 1474 особи в 516 домогосподарствах у складі 444 родин. Було 534 помешкання
Расовий склад населення:
| - 97,8 % — білих - 0,3 % — корінних американців - 0,3 % — чорних або афроамериканців - 0,3 % — азіатів |

До двох чи більше рас належало 0,7 %. Частка іспаномовних становила 1,2 % від усіх жителів.
За віковим діапазоном населення розподілялося таким чином: 25,7 % — особи молодші 18 років, 62,7 % — особи у віці 18—64 років, 11,6 % — особи у віці 65 років та старші. Медіана віку мешканця становила 41,9 року. На 100 осіб жіночої статі у місті припадало 106,4 чоловіків;  на 100 жінок у віці від 18 років та старших — 102,8 чоловіків також старших 18 років.
Середній дохід на одне домашнє господарство  становив 117 619 доларів США (медіана — 87 813), а середній дохід на одну сім'ю — 113 415 доларів (медіана — 95 125). Медіана доходів становила 64 063 долари для чоловіків та 46 500 доларів для жінок. За межею бідності перебувало 7,4 % осіб, у тому числі 12,7 % дітей у віці до 18 років та 5,3 % осіб у віці 65 років та старших.
Цивільне працевлаштоване населення становило 855 осіб. Основні галузі зайнятості: виробництво — 20,9 %, освіта, охорона здоров'я та соціальна допомога — 19,8 %, будівництво — 9,7 %, науковці, спеціалісти, менеджери — 9,1 %.